# HK Viru Sputnik Kohtla-Järve
Kohtla-Järve Viru Sputnik je hokejový klub z Kohtla-Järve, který hraje Estonskou hokejovou ligu. Jejich domovským stadionem je Kohtla-Järve Jäähall s kapacitou 1800 divéků.

## Historie
HK Viru Sputnik Kohtla-Järve byl založen v roce 2003, a od sezóny 2003/2004 hraje Estonskou hokejovou ligu. V roce 2010 HK Viru Sputnik Kohtla-Järve Estonskou hokejovou ligu vyhrál a 4x byl v lize druhý. V roce 2010 hrál klub 2.kolo Evropského kontinentálního poháru. a skončil druhý ve skupině což byl nejlepší Estonský výsledek. Zakladatel a vedoucí klubu je Sergey Konyshev.

## Umístění
| Sezóna            | PÚ | Místo    | Trenér                             |
| ----------------- | -- | -------- | ---------------------------------- |
| 2003/2004         | 5  | 5. místo | S. Konyšev                         |
| 2004/2005         | 5  | 5. místo | S. Konyšev                         |
| 2005/2006         | 5  | 5. místo | A. Romancov                        |
| 2006/2007         | 5  | 5. místo | A. Romancov (12/2006), G. Eremejev |
| 2007/2008         | 6  | 6. místo | G. Eremejev                        |
| 2008/2009         | 5  | 2. místo | G. Eremejev                        |
| 2009/2010         | 3  | 1. místo | G. Eremejev                        |
| 2010/2011         | 3  | 2. místo | G. Eremejev                        |
| 2011/2012         | 5  | 2. místo | G. Eremejev                        |
| 2012/2013         | 5  | 5. místo | G. Eremejev                        |
| 2013/2014         | 6  | 5. místo | G. Eremejev                        |
| 2014/2015         | 5  | 4. místo | A. Nekrasov                        |
| 2015/2016         | 3  | 2. místo | A. Nekrasov                        |
| 2016-2021 neúčast |    |          |                                    |
| 2021/2022         | 7  | 7. místo |                                    |
| 2022/2023         | 7  |          |                                    |